# Bureau du Tibet (Pretoria)
Le Bureau du Tibet de Pretoria est la représentation officielle du 14e dalaï-lama et du gouvernement tibétain en exil pour l'Afrique. Il a été fondé le 12 janvier 1998.

## Histoire
Le bureau de Pretoria est l'un des 11 bureaux du Tibet à travers le monde et a été créé en 1998 par l'invitation du président de l'époque, Nelson Mandela, au dalaï-lama en 1996.

## Liste des représentants
- M. Tashi Phuntsok : 1997-2001
- M. Jampal Chosang : 2001-2005
- M. Sonam Tenzing : 2005–2011
- M. Migyur Dorjee : 2011–2013
- Mme. Nangsa Choedon : 2013–2017
- M. Ngodup Dorjee Shingchen[2], janvier 2017-